# ماجراهای تام سایر (فیلم ۱۹۳۸)
ماجراهای تام سایر (انگلیسی: The Adventures of Tom Sawyer) فیلمی در ژانر درام به کارگردانی نورمن تاروگ، اچ. سی. پاتر، جرج کیوکر، و ویلیام ولمن است که در سال ۱۹۳۸ منتشر شد.

## بازیگران
- جکی مورن
- می رابسون
- والتر برنان
- دونالد میک
- مارگارت همیلتون
- جین پورتر
- هری مایرز
- نانا برایانت
- اولین هولند
- اسپرینگ باینگتون
- لان مک‌کالیستر
- لان پاف
- ارویل آلدرسون
- فیلیپ هرلیک
- فرانک مک‌گلین